# Canthigaster rostrata
Canthigaster rostrata is een straalvinnige vissensoort uit de familie van kogelvissen (Tetraodontidae). De wetenschappelijke naam van de soort is voor het eerst geldig gepubliceerd in 1786 door Bloch.